# 恵伯
恵伯（けいはく）は、西周の諸侯である曹の第9代の君主（在位前796年 - 前760年）。姓は姫、名は雉。戴伯の子として生まれた。戴伯の後をうけて曹国の君主となった。在位34年。
『史記』管蔡世家は恵伯の名を兕とするが、十二諸侯年表は名を雉とする。『史記集解』の引く孫検によると、恵伯の名は雉、あるいは兕という。曹君石甫、穆公の父。